# Bad Erlach
Bad Erlach est une commune autrichienne du district de Wiener Neustadt-Land en Basse-Autriche.